# Ancistrus tombador
Ancistrus tombador är en fiskart som beskrevs av Fisch-muller, Cardoso, da Silva och Vinicius Araújo Bertaco 2005. Ancistrus tombador ingår i släktet Ancistrus och familjen Loricariidae. Inga underarter finns listade i Catalogue of Life.